# Eleições estaduais no Espírito Santo em 1954
As eleições estaduais no Espírito Santo em 1954 ocorreram em 3 de outubro como parte das eleições gerais no Distrito Federal, em 20 estados e nos territórios federais do Acre, Amapá, Rondônia e Roraima. Foram eleitos o governador Francisco Aguiar, o vice-governador Adwalter Soares, os senadores Atílio Vivacqua e Ari Viana, além de sete deputados federais e trinta e dois estaduais.
Engenheiro eletricista formado em 1925 pela Universidade Federal do Rio de Janeiro, Francisco Aguiar nasceu em São José do Calçado e foi professor de Matemática no Ginásio Barão de Macaúbas em Guaçuí, cidade onde fundou o Rotary Club e elegeu-se vereador pouco antes do Estado Novo, que cassou-lhe o mandato. Avaliador do Banco do Brasil,  retornou à vida pública em 1944 ao ser nomeado para a prefeitura de Guaçuí onde permaneceu por dois anos. Filiou-se ao PSD nos agonizes da Era Vargas, elegeu-se prefeito de Guaçuí em 1947, conquistou um mandato de deputado federal em 1950 e após ingressar no PTB foi eleito governador do Espírito Santo em 1954.
Nascido em Muniz Freire, o advogado Atílio Vivacqua trabalhou no fórum de Cachoeiro de Itapemirim antes de se graduar pela Universidade Federal do Rio de Janeiro. Consultor jurídico da Companhia Siderúrgica Nacional, lecionou na Universidade Federal do Espírito Santo e na Universidade Federal do Rio de Janeiro e em 1933 foi eleito secretário-geral da Ordem dos Advogados do Brasil mantendo tal posição por onze anos. Antes fora eleito vereador em Cachoeiro do Itapemirim em 1920 e como presidente da Câmara Municipal tornou-se prefeito interino da cidade em questão. Jornalista e escritor, integrou a Associação Brasileira de Imprensa sendo eleito deputado estadual em 1921, 1924, 1927 e 1934, nesse intervalo foi secretário de Educação no governo Aristeu Borges de Aguiar, mas por duas vezes não pôde assumir o mandato de deputado federal para o qual fora eleito: uma por causa da Revolução de 1930 e outra por impugnação de sua vitória em 1933 por ter ocupado uma secretaria de estado. Filiado ao PSD elegeu-se senador em 1945 e ao migrar para o PR foi derrotado por Carlos Lindenberg ao disputar o governo capixaba em 1947, contudo reelegeu-se senador em 1954. Fora do universo político tornou-se conhecido como irmão de Luz del Fuego.
Para a vaga remanescente na Câmara Alta do parlamento foi eleito o contador Ari Viana. Nascido em Cachoeiro de Itapemirim, foi chefe de contabilidade na Secretaria de Fazenda, diretor da Receita Pública do Espírito Santo e chegou a titular da pasta. Diretor-geral do Departamento das Municipalidades e do Departamento do Serviço Público, Durante a maior parte de 1945 ocupou a prefeitura de sua cidade natal, mas deixou o cargo a tempo de eleger-se deputado federal no mesmo ano via PSD e subscreveu a Constituição de 1946. Regressou à política ao eleger-se senador em 1954.

## Resultado da eleição para governador
Conforme o Tribunal Superior Eleitoral houve 172.856 votos nominais (95,90%), 3.734 votos em branco (2,07%) e 3.665 votos nulos (2,03%) resultando no comparecimento de 180.255 eleitores.
| Candidatos a governador do estado | Candidatos a vice-governador | Número | Coligação                            | Votação | Percentual |
| --------------------------------- | ---------------------------- | ------ | ------------------------------------ | ------- | ---------- |
| Francisco Aguiar PTB              | Ver abaixo -                 | -      | Coligação Democrática (PTB, PR, PRP) | 95.389  | 55,18%     |
| Eurico Sales PSP                  | Ver abaixo -                 | -      | Aliança Interpartidária (PSP, UDN)   | 77.467  | 44,82%     |

## Resultado da eleição para vice-governador
Conforme o Tribunal Superior Eleitoral houve 164.814 votos nominais (91,44%), 11.795 votos em branco (6,54%) e 3.646 votos nulos (2,02%) resultando no comparecimento de 180.255 eleitores.
| Candidatos a vice-governador | Candidatos a governador do estado | Número | Coligação                            | Votação | Percentual |
| ---------------------------- | --------------------------------- | ------ | ------------------------------------ | ------- | ---------- |
| Adwalter Soares PTB          | Ver acima -                       | -      | Coligação Democrática (PTB, PR, PRP) | 92.077  | 55,87%     |
| Argeu Lorenzoni UDN          | Ver acima -                       | -      | Aliança Interpartidária (PSP, UDN)   | 72.737  | 44,13%     |

## Resultado da eleição para senador
Conforme o Tribunal Superior Eleitoral houve 315.896 votos nominais (87,62%), 37.856 votos em branco (10,50%) e 6.758 votos nulos (1,88%) resultando no comparecimento de 360.510 eleitores.
| Candidatos a senador da República | Candidatos a suplente de senador | Número | Coligação                                 | Votação | Percentual |
| --------------------------------- | -------------------------------- | ------ | ----------------------------------------- | ------- | ---------- |
| Atílio Vivacqua PR                | Ver abaixo -                     | -      | Coligação Democrática (PTB, PR, PRP, PSP) | 93.395  | 29,56%     |
| Ari Viana PSD                     | Ver abaixo -                     | -      | Aliança Interpartidária (PSD, UDN)        | 75.679  | 23,96%     |
| Asdrúbal Soares PR                | Ver abaixo -                     | -      | Coligação Democrática (PR, PRP, PSP, PRT) | 73.548  | 23,28%     |
| Dulcino Monteiro UDN              | Ver abaixo -                     | -      | Aliança Interpartidária (PSD, UDN)        | 75.679  | 23,20%     |

## Resultado da eleição para suplente de senador
Conforme o Tribunal Superior Eleitoral houve 61.542 votos nominais (17,07%), 294.324 votos em branco (81,64%) e 4.644 votos nulos (1,29%) resultando no comparecimento de 360.510 eleitores.
| Candidatos a suplente de senador | Candidatos a senador da República | Número | Coligação                                 | Votação | Percentual |
| -------------------------------- | --------------------------------- | ------ | ----------------------------------------- | ------- | ---------- |
| Silvério Del Caro PRP            | Ver acima -                       | -      | Coligação Democrática (PTB, PR, PRP, PSP) | 22.048  | 35,82%     |
| Luiz de Paula Lima PR            | Ver acima -                       | -      | Coligação Democrática (PR, PRP, PSP, PRT) | 19.661  | 31,95%     |
| Urcercino Ourique de Aguiar PSD  | Ver acima -                       | -      | Aliança Interpartidária (PSD, UDN)        | 10.374  | 16,86%     |
| Waldemar Mendes de Andrade UDN   | Ver acima -                       | -      | Aliança Interpartidária (PSD, UDN)        | 9.459   | 15,37%     |

## Deputados federais eleitos
São relacionados os candidatos eleitos com informações complementares da Câmara dos Deputados. Foram apurados 167.693 votos válidos (93,03%), 8.746 votos em branco (4,85%) e 3.816 votos nulos (2,12%) resultando no comparecimento de 180.255 eleitores.

Representação eleita
  PSD: 4
  PTB: 2
  PRP: 1

| Deputados federais eleitos | Partido | Votação | Percentual | Cidade onde nasceu | Unidade federativa |
| Floriano Rubim             | PTB     | 23.672  | 13,42%     | Alegre             | Espírito Santo     |
| Jefferson de Aguiar        | PSD     | 17.034  | 9,65%      | Vitória            | Espírito Santo     |
| Ponciano dos Santos        | PRP     | 14.091  | 7,99%      | Osório             | Rio Grande do Sul  |
| Napoleão Fontenele         | PSD     | 12.921  | 7,32%      | Viçosa do Ceará    | Ceará              |
| Rubens Rangel              | PTB     | 12.453  | 7,06%      | São Fidélis        | Rio de Janeiro     |
| Nelson Monteiro            | PSD     | 10.539  | 5,97%      | Rio de Janeiro     | Rio de Janeiro     |
| Cícero Alves               | PSD     | 10.353  | 5,87%      | Porciúncula        | Rio de Janeiro     |

## Deputados estaduais eleitos
Estavam em jogo 32 cadeiras da Assembleia Legislativa do Espírito Santo. Foram apurados 170.666 votos válidos (94,68%), 5.250 votos em branco (2,91%) e 4.339 votos nulos (2,41%) resultando no comparecimento de 180.255 eleitores.

Representação eleita
  PSD: 12
  PTB: 8
  UDN: 4
  PSP: 3
  PRP: 2
  PR: 2
  PDC: 1

Fonteː
| Deputados estaduais eleitos      | Partido | Votação | Percentual | Cidade onde nasceu      | Unidade federativa  |
| Osvaldo Zanello                  | PRP     | 3.633   | 2,07%      | Ribeirão Preto          | São Paulo           |
| Antônio Bezerra de Faria         | PR      | 3.343   | 1,90%      | Vila Velha              | Espírito Santo      |
| Alfredo Antônio                  | PSD     | 3.216   | 1,83%      | Serra                   | Espírito Santo      |
| Eurico Resende                   | UDN     | 2.910   | 1,65%      | Ubá                     | Minas Gerais        |
| Eli Junqueira                    | PTB     | 2.828   | 1,61%      | Ecoporanga              | Espírito Santo      |
| José Alexandre Buaiz             | PTB     | 2.826   | 1,61%      | Vitória                 | Espírito Santo      |
| Antenor Hermínio Bassini         | PRP     | 2.553   | 1,45%      | Castelo                 | Espírito Santo      |
| Argilano Dario                   | PTB     | 2.552   | 1,45%      | São José do Campestre   | Rio Grande do Norte |
| José Rodrigues de Oliveira       | PTB     | 2.550   | 1,46%      | Cariacica               | Espírito Santo      |
| Dylio Penedo                     | PSD     | 2.519   | 1,43%      | Cachoeiro de Itapemirim | Espírito Santo      |
| Dalton Penedo                    | PSD     | 2.498   | 1,42%      | Cachoeiro de Itapemirim | Espírito Santo      |
| Francisco Schwartz               | PSD     | 2.465   | 1,40%      | Santa Leopoldina        | Espírito Santo      |
| Tuffy Nader                      | PSD     | 2.452   | 1,39%      | Vila Velha              | Espírito Santo      |
| Henrique Pretti                  | PSD     | 2.403   | 1,37%      | Santa Teresa            | Espírito Santo      |
| Joaquim Perciano de Oliveira     | PSD     | 2.349   | 1,34%      | São Mateus              | Espírito Santo      |
| Dirceu Cardoso                   | PSD     | 2.346   | 1,33%      | Miracema                | Rio de Janeiro      |
| João Rios                        | PDC     | 2.338   | 1,33%      | São José do Calçado     | Espírito Santo      |
| Judite Leão Castelo Branco       | PSD     | 2.218   | 1,26%      | Serra                   | Espírito Santo      |
| Isaac Lopes Rubim                | PTB     | 2.181   | 1,24%      | Alegre                  | Espírito Santo      |
| Luiz Batista                     | PTB     | 2.176   | 1,24%      | Ibiraçu                 | Espírito Santo      |
| Pedro Saleme                     | PSD     | 2.165   | 1,23%      | Laranja da Terra        | Espírito Santo      |
| Arsílio Caiado Ferreira          | PSD     | 2.164   | 1,23%      | Piúma                   | Espírito Santo      |
| Eugênio de Souza Paixão          | PSD     | 2.099   | 1,19%      | Guaçuí                  | Espírito Santo      |
| Evaldo Ribeiro de Castro         | PTB     | 2.093   | 1,19%      | Rio Novo do Sul         | Espírito Santo      |
| Clóvis Stenzel                   | PSP     | 2.070   | 1,18%      | Osório                  | Rio Grande do Sul   |
| Pedro Vieira Filho               | PR      | 2.044   | 1,16%      | Viana                   | Espírito Santo      |
| Gustavo Wernersbach              | UDN     | 1.967   | 1,12%      | Domingos Martins        | Espírito Santo      |
| Nello Borelli                    | PTB     | 1.939   | 1,10%      | Cachoeiro de Itapemirim | Espírito Santo      |
| Emílio Roberto Zanotti           | UDN     | 1.861   | 1,06%      | Santa Teresa            | Espírito Santo      |
| Sebastião Cipriano do Nascimento | UDN     | 1.855   | 1,05%      | Brejetuba               | Espírito Santo      |
| José Cupertino Leite de Almeida  | PSP     | 1.700   | 0,97%      | Marilândia              | Espírito Santo      |
| Fernando Teixeira Leite          | PSP     | 1.468   | 0,83%      | Conceição do Castelo    | Espírito Santo      |